# Blomsterkornell
Blomsterkornell, (Cornus florida) är en kornellväxtart som beskrevs av Carl von Linné. Cornus florida ingår i släktet korneller, och familjen kornellväxter. En underart finns: C. f. urbiniana.

## Namn
Arten kallas på engelska Flowering Dogwood. Av svenskarna i Nya Sverige kallades den hundträd.

## Utbredning
Arten förekommer främst i östra Nordamerika från östra Texas, Missouri, Illinois, Michigan och södra Ontario till Atlanten. Avskilda populationer hittades i Mexiko i delstaterna Veracruz, Coahuila, Nuevo León, San Luis Potosí och Tamaulipas. Blomsterkornell växer i låglandet och i bergstrakter upp till 1000 meter över havet. Den är utformad som en buske eller som ett upp till 15 meter högt träd. Arten ingår vanligen i undervegetationen i lövfällande skogar eller barrskogar. I skogar som domineras av hemlock eller av vitek hittas blomsterkornell ofta.

## Hot
Av artens träd framställs bland annat verktygshandtag, hjulkuggar och golfklubbhuvuden. Det brukas även som träkol. Några exemplar påverkas negativ av skadeinsekter och svampar. Hela populationen anses vara stabil. IUCN listar aren som livskraftig (LC).

## Bildgalleri

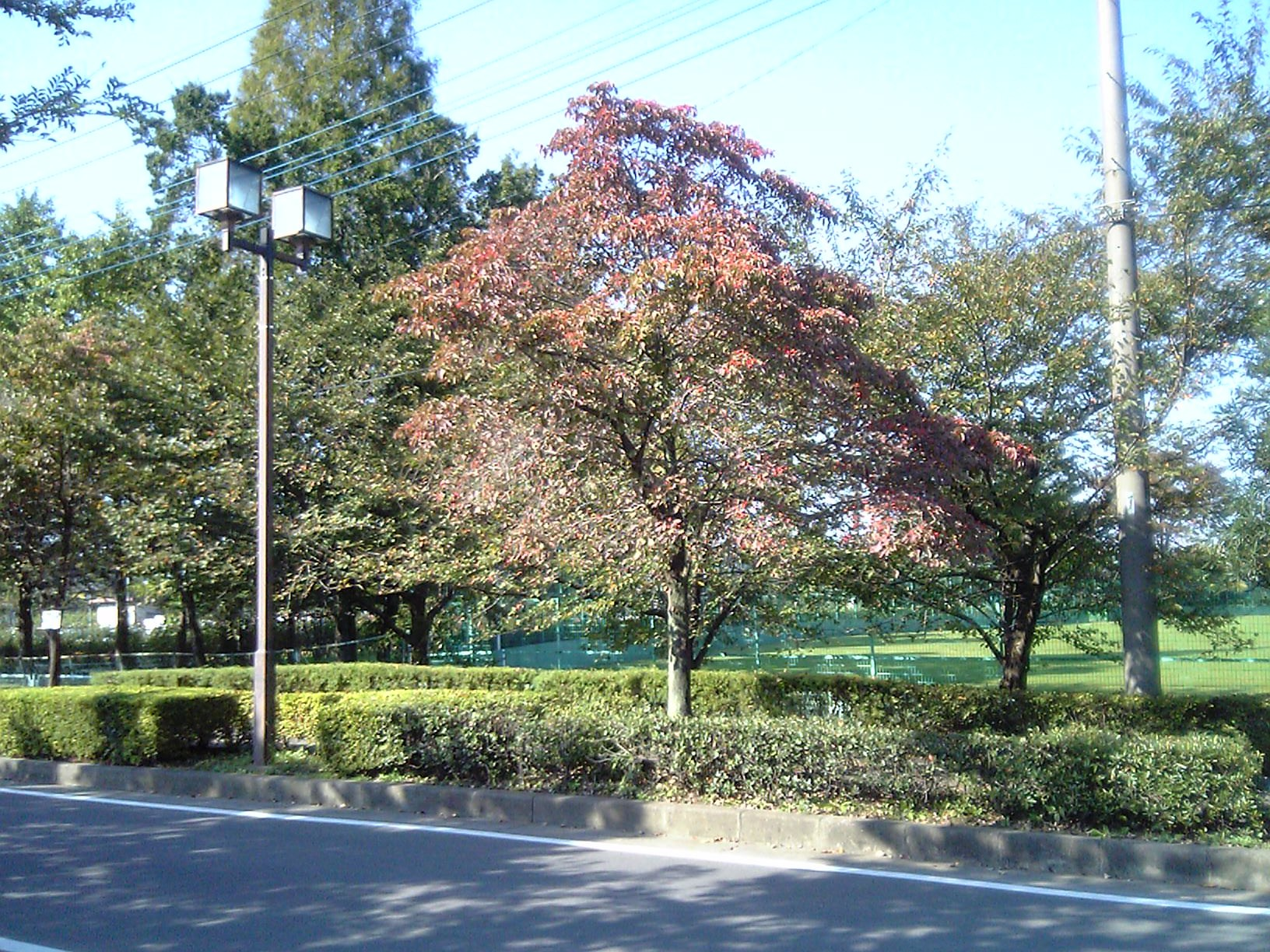
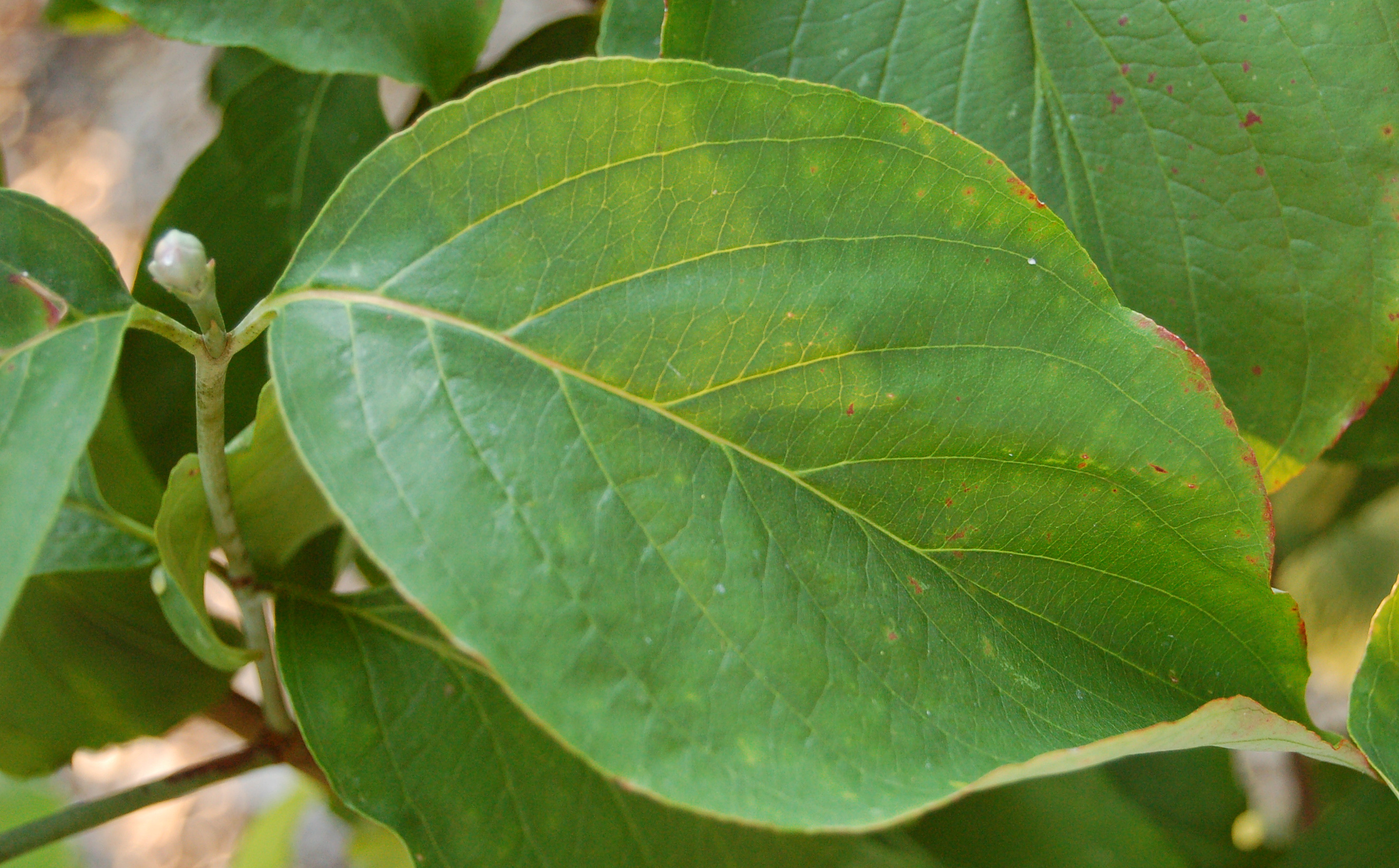
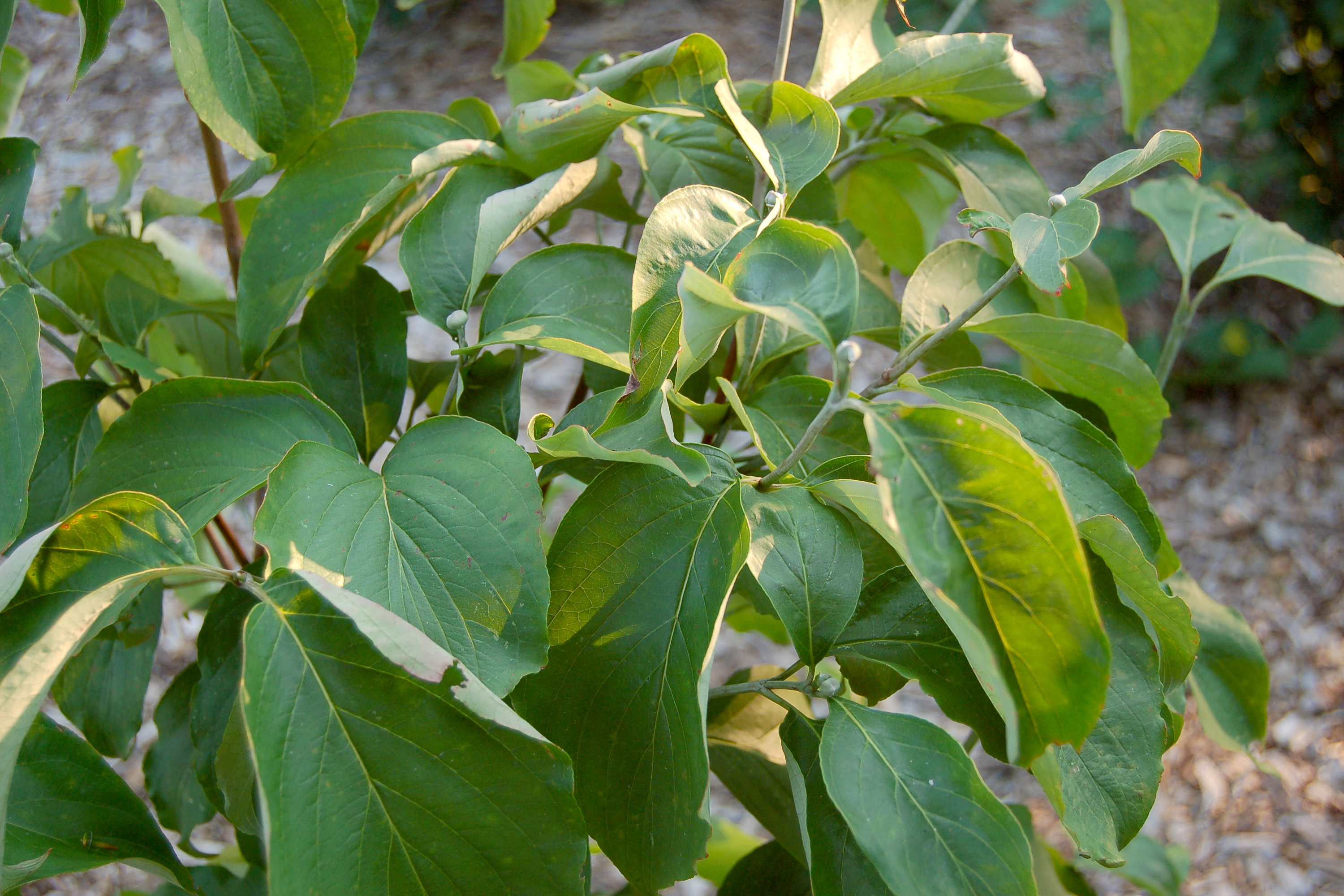
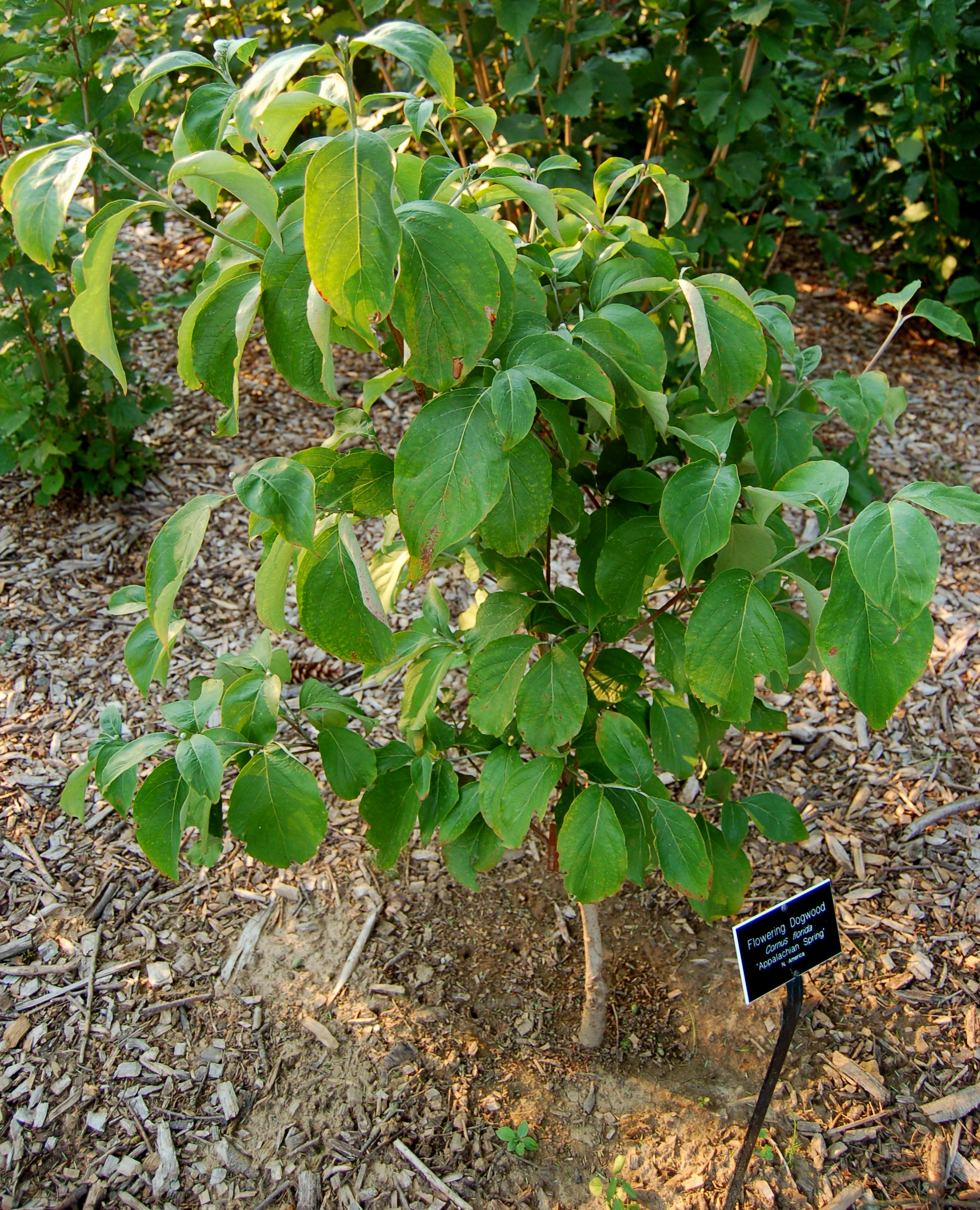
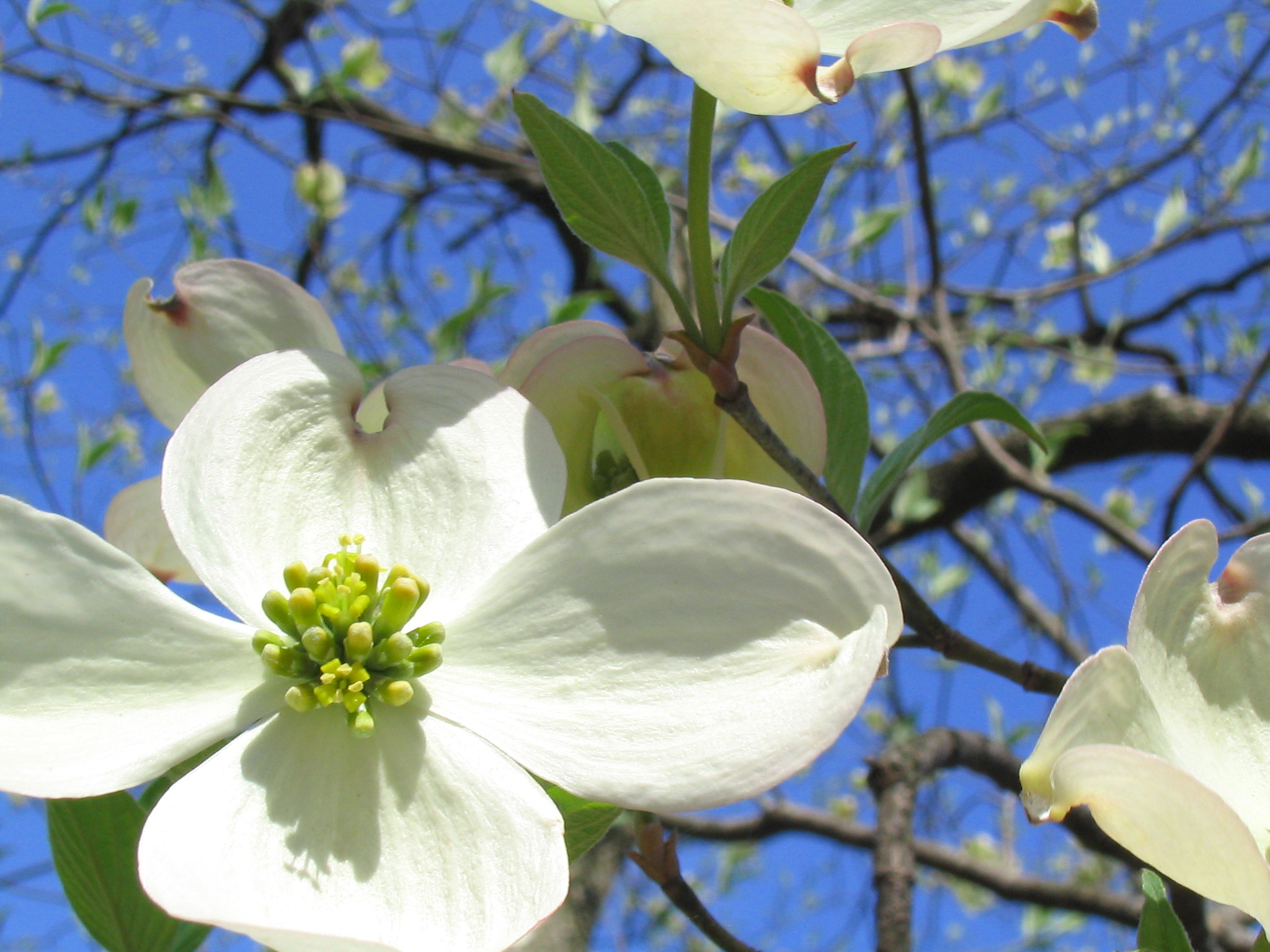